# Штерн, Борис Евгеньевич
Бори́с Евге́ньевич Штерн (род. 15 сентября 1950) — советский и российский астрофизик и журналист, главный редактор газеты «Троицкий вариант». Доктор физико-математических наук, ведущий научный сотрудник Института ядерных исследований РАН и Астрокосмического центра ФИАН. Один из основателей Корпуса экспертов по естественным наукам и математике.

## Научная биография
Дед по материнской линии Борис Васильевич Леохновский работал учителем в калужской школе и был знаком с Константином Циолковским. Мать — Людмила Борисовна Штерн (1915—2014). Отец — инженер-гидроэнергетик Евгений Павлович Штерн (1912 — после 2002), в годы Великой Отечественной войны был главным инженером Туломской гидроэлектростации Колэнерго в Мурмашах, затем научным сотрудником ВНИИЭлектромаш; автор научных трудов и монографий «Некоторые вопросы эксплуатации гидрогенераторов Волжской ГЭС имени В. И. Ленина» (1969), «Защита гидротехнических сооружений от обрастания ракушкой» (с соавторами, М.: «Энергия», 1969), «Справочника по эксплуатации и ремонту гидротурбинного оборудования» (М.: «Энергоатомиздат», 1985).
Борис Штерн рос в Самарской области в городе Жигулёвск. В 1967 году поступил в Московский физико-технический институт (МФТИ), окончил его в 1973 году. С этого же года начинает работать в Институте ядерных исследований РАН в Троицке.
В 1980 году защитил диссертацию на соискание учёной степени кандидата физико-математических наук по теме «Исследование электромагнитных каскадов методом Монте-Карло для оптимизации детекторов нейтрино, электронов и γ-квантов».
С 1999 года работает также в Астрокосмическом центре ФИАН.
В 2005 году защитил диссертацию на соискание учёной степени доктора физико-математических наук по теме «Закономерности во временных свойствах, космологическая эволюция и функция светимости гамма-всплесков».

## Научная деятельность
Основные научные результаты (по состоянию на 2011 год):

- Обнаружение численным методом состояния с барионным числом 2 в теоретико-полевой модели Скирма (совместно с Копелиовичем В. Б.).
- Создание программы численного моделирования нелинейной системы взаимодействующих фотонов и лептонов.
- Интерпретация рентгеновских спектров активных галактических ядер через модель горячей короны из равновесной электрон-позитронной плазмы.
- Теоретическое обнаружение и численное исследование механизма диссипации релятивистских ударных волн и джетов в излучение через нелинейный конверсионный механизм перекачки энергии в частицы, альтернативный ускорению Ферми.
- Обнаружение порядка тысячи новых «нетриггерных» гамма-всплесков в архивных записях эксперимента BATSE.
- Открытие гигантских всплесков рентгеновской двойной Лебедь X-1 по архивным данным эксперимента BATSE
- Объяснение изломов в спектрах ярких блазаров, полученных гамма-обсерваторией «Ферми» фотон-фотонным поглощением на излучении дважды ионизованного гелия через рождение электрон-позитронных пар. Это определяет пространственный масштаб источника гамма-излучения и механизм образования джетов

По мировоззрению — атеист.

## Общественная деятельность

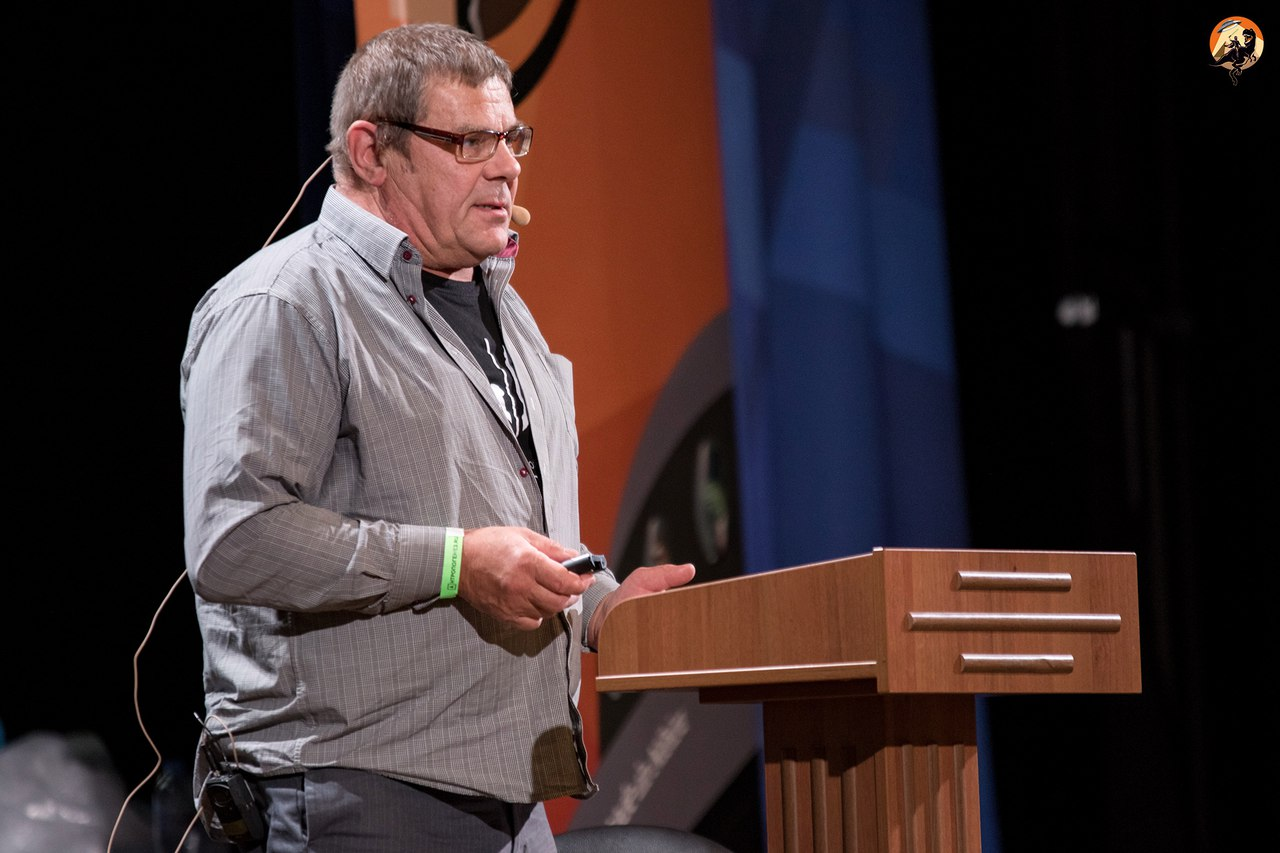
Б. Е. Штерн выступает c докладом на научно-просветительском форуме «Учёные против мифов-5» 21 октября 2017 года, Москва, НИТУ «МИСиС»

В 1988—1989 годах Борис Штерн был одним из создателей и редакторов городской газеты Троицка «Троицкий вариант» и издательства «Тровант».
В 2000 году создал научно-популярный сайт www.scientific.ru. В 2002—2004 годах публиковал в «Независимой газете» цикл статей с анализом индекса цитируемости российских учёных.
С апреля 2008 года — главный редактор газеты «Троицкий вариант — Наука».
Ведёт на YouTube канал Борис Штерн

## Награды и премии
- Лауреат награды «Человек года 2010» в городе Троицк в номинации «Город и общество»[11].

## Основные работы
- Штерн Б. Е. Библиотека подпрограмм для моделирования электромагнитных процессов в веществе при высоких энергиях. — М.: Изд-во ИЯИ АН СССР, 1978. — 33 с.
- Штерн Б. Е. Simex 1. Программа генерации электромагнитных каскадов в веществе. — М.: Изд-во ИЯИ АН СССР, 1978. — 27 с.
- Штерн Б. Е., Тихомирова Я. Ю. Электронный архив нетриггерных и триггерных гамма-всплесков, найденных в 1024-миллисекундных записях эксперимента BATSE. — М.: [Б. и.], 1999. — 12 с.
- Штерн Б. Е., Тихомирова Я. Ю. Тест на пространственную изотропность трех тысяч гамма-всплесков, найденных в архивных данных эксперимента BATSE. — М.: [Б. и.], 1999. — 22 с.

### Научно-популярные произведения
- Штерн Б. Е. Прорыв за край мира. О космологии землян и европиан. — М.: «Троицкий вариант», 2014. — 303 с. — ISBN 978-5-89513-345-3.
- Штерн Б. Е., Рубаков В. А. Астрофизика. Троицкий вариант. Сб. статей. — М.: «АСТ»; «Времена», 2020. — 368 с. — ISBN 978-5-17-111648-4.

### Художественные произведения
- Штерн Б. Е. Ковчег 47 Либра. — М.: «Троицкий вариант», 2016. — 348 с. — ISBN 978-5-89513-395-8.
- Штерн Б. Е. Ледяная скорлупа. — М.: «Троицкий вариант», 2018. — 216 с. — ISBN 978-5-89513-429-0.
- Штерн Б. Е. Феникс сапиенс. — М.: «Троицкий вариант», 2020. — 320 с. — ISBN 978-5-89513-470-2.